# Osvaldo Lima Filho
Osvaldo Cavalcanti da Costa Lima Filho (Cabo de Santo Agostinho, 26 de abril de 1921 — Recife, 11 de novembro de 1994).

## Biografia
Membro da Ação Integralista Brasileira (AIB) entre 1937 e 1938, no ano seguinte entrou para a Faculdade de Direito do Recife, bacharelando-se em 1943. Em 1944 foi nomeado promotor público de Surubim e, em outubro do mesmo ano, foi convidado a chefiar a Delegacia do Departamento de Ordem Política e Social – DOPS, de Pernambuco.
Com o fim do Estado Novo (1937-1945), foi um dos organizadores do Partido Social Democrático (PSD) em Pernambuco. Após a deposição do presidente Getúlio Vargas em outubro de 1945, foi afastado da DOPS. Em 1947, elegeu-se deputado estadual por Pernambuco na legenda do PSD, participando da elaboração da Constituição estadual. Em 1950, ingressou no Partido Social Progressista (PSP), reelegendo-se deputado estadual em outubro. Em 1954, conquistou uma cadeira na Câmara dos Deputados, ainda pelo PSP. Reeleito deputado federal por Pernambuco em 1958, no final do ano seguinte ingressou oficialmente no Partido Trabalhista Brasileiro (PTB).
Por ocasião da renúncia do presidente Jânio Quadros (25/08/1961) e da crise gerada pelo veto dos ministros militares à posse do vice-presidente João Goulart, votou a favor da Emenda Constitucional n.º 4, que solucionou o impasse, instituindo no país o regime parlamentarista. Reeleito deputado federal pelo PTB em outubro de 1962, em junho de 1963, já na fase presidencialista do Governo João Goulart, assumiu o Ministério da Agricultura. Após o golpe militar que depôs Goulart (31/03/1964), deixou aquela pasta e, de volta à Câmara dos Deputados, no dia 3 de abril pronunciou um discurso no qual acusou as Forças Armadas de pretender instalar uma ditadura fascista no país.
Após a instauração do bipartidarismo, em 1965, ingressou no Movimento Democrático Brasileiro (MDB), partido de oposição ao regime militar, pelo qual se reelegeu em 1966. O acirramento das tensões durante o ano de 1968 culminou com a edição, em dezembro, do Ato Institucional nº 5, suprimindo diversas franquias democráticas e reabrindo o processo de cassações de políticos. Em consequência, Lima Filho teve seu mandato parlamentar cassado e seus direitos políticos suspensos em janeiro de 1969. Radicado em Recife, foi eleito conselheiro da seção pernambucana da Ordem dos Advogados do Brasil para o biênio 1975-1976.
Recuperou seus direitos políticos em 1979, após a anistia, e, com o fim do bipartidarismo, ingressou no Partido do Movimento Democrático Brasileiro (PMDB). No pleito de 1982, foi eleito deputado federal por seu estado. Em 25 de abril de 1984, votou a favor da emenda Dante de Oliveira, que propôs o restabelecimento das eleições diretas para presidente em novembro aquele ano. Como a emenda não foi aprovada, no Colégio Eleitoral, reunido em 15 de janeiro de 1985, votou no candidato oposicionista Tancredo Neves, eleito novo presidente da República. Contudo, Tancredo Neves não chegou a ser empossado, vindo a falecer em 21 de abril de 1985. Seu substituto foi o vice José Sarney, no exercício interino do cargo desde 15 de março.
Em 1986, nas eleições para a Assembleia Nacional Constituinte, Lima Filho obteve apenas uma suplência. Contudo, participou das votações do primeiro turno, quando se sucederam as votações referentes à ordem social. Candidato a mais um mandato em outubro de 1990, obteve apenas uma suplência.
Faleceu no dia 11 de novembro de 1994, em Recife.
Era casado com Jaci Ferreira da Costa Lima, com quem teve seis filhos.
[Fonte: Dicionário Histórico Biográfico Brasileiro pós 1930. 2. ed. Rio de Janeiro: Ed. FGV, 2001. 5v. il.]

## Cronologia biográfica
1921 - No dia 26 de abril, nasce Oswaldo Lima Filho, na cidade do Cabo de Santo Agostinho, filho do promotor e juiz municipal Oswaldo Cavalcanti da Costa Lima e de dona Judith Jatobá da Costa Lima.
1940 - Forma-se no Curso de Direito da Faculdade de Direito do Recife.
1942 - Chega à parente de sargento quando serviu ao Exército Brasileiro na Companhia Independente de Guardas.
1946 - É eleito deputado estadual (PSD), sendo constituinte em l947.
1950 - É reeleito deputado estadual pelo PSD.
1954 - É eleito deputado federal, sendo fundador da Frente Parlamentar Nacionalista.
1958 - Reeleito para a Câmara dos Deputados, quando participa da elaboração do programa partidário baseado nas reformas de base e chega à liderança do PTB.
1962 - É eleito para um terceiro mandato federal, sendo vice-presidente da Câmara dos Deputados.
1963 - Combate no Congresso a compra, pelo Governo, das empresas American Foreign Power e da subsidiária da ITT. Aceita convite do presidente João Goulart para assumir o Ministério da Agricultura, onde facilitou o crédito aos pequenos proprietários rurais, entre outras iniciativas pioneiras.
1964 - Na eclosão do golpe militar de l964, acompanha Goulart até o Rio Grande do Sul, retornando em seguida a Brasília onde, no dia 3 de abril, pronuncia no Congresso seu célebre discurso A revolução de 1º de abril.
1966 - É reconduzido à Câmara, quando acompanha a articulação da chamada Frente Ampla. Assume a secretaria geral do MDB estadual.
1967 - É escolhido líder do MDB na Câmara dos Deputados, ocasião em que, ainda como secretário geral do MDB local, consegue reunir e organizar a oposição.
1969 - Tem seus direitos políticos cassados pelo regime, vindo a retomar suas atividades como advogado, no Recife.
1979 - Recupera seus direitos políticos, com a decretação da Anistia. Participa do Encontro de Lisboa, que reuniu trabalhistas em oposição ao regime.
1982 - Reelege-se deputado federal, agora pelo PMDB, tendo redigido o manifesto da Segunda Frente Parlamentar Nacionalista.
1984 - Passa a apoiar a candidatura de Tancredo Neves à Presidência da República, e a participar da campanha das Diretas Já.
1987 - Não se reelege para a Câmara, mas chega à Casa como primeiro suplente, substituindo o deputado eleito Marcos Queiroz. Passa a ser relator da Comissão de Reforma Agrária. Recebe nota 10 pelo seu trabalho constituinte, conferido pelo Departamento Intersindical de Assessoria Parlamentar (DIAP).
1989 - Compõe a Comissão Mista do Congresso para a auditagem da dívida externa brasileira.
1990 - Começa a escrever seu livro de memórias, publicado em l991. Filia-se ao Partido dos Trabalhadores (PT), quando ajuda a elaborar documento com diretrizes da política do candidato a presidente, Luiz inácio Lula da Silva, para o Nordeste.
1994 - Em 10 de novembro, Oswaldo Lima Filho veio a falecer, aos 73 anos, de complicações cardíacas, após longo embate jurídico em defesa do prédio histórico do Hospital da Tamarineira, no Recife, então ameaçado de se transformar num shopping center.

## Condecorações
Por suas atividades como parlamentar e como ministro da Agricultura, Oswaldo Lima Filho foi agraciado com a Medalha Clóvis Bevilaqua, pelo Ministério da Educação, e com a Ordem da Bandeira da Iugoslávia, ofertada pelo Governo iugoslavo.